# 尼古拉·蒙泰亚努
尼古拉·蒙泰亚努（羅馬尼亞語：Nicolae Munteanu，1951年12月7日—），罗马尼亚男子手球运动员。他曾代表罗马尼亚参加1976年、1980年和1984年夏季奥林匹克运动会手球比赛，获得一枚银牌和二枚铜牌。